# Virginia Norwood

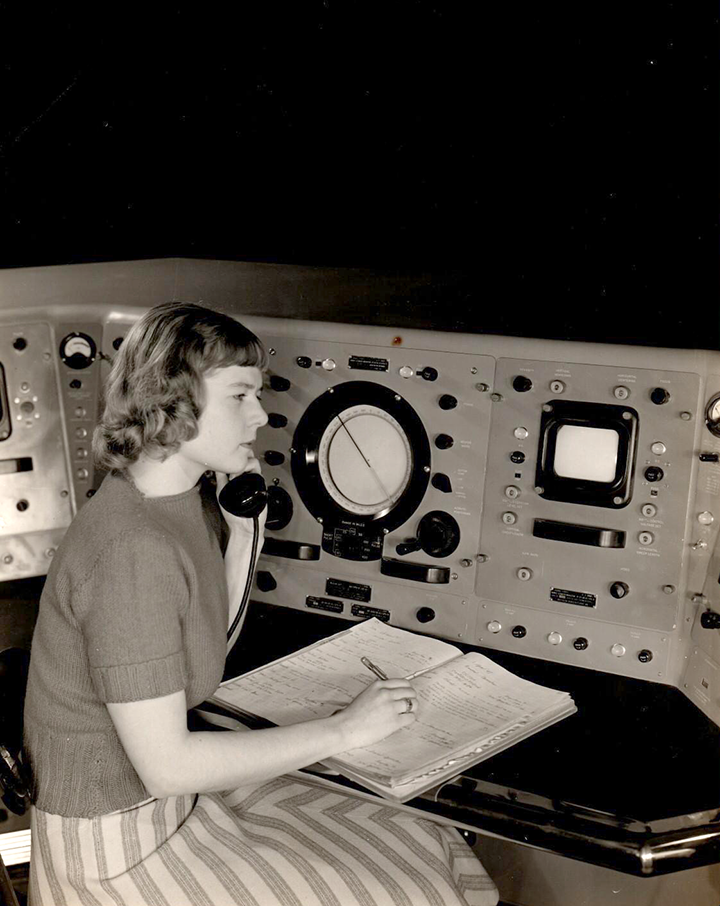
Virginia Norwood am Storm Detector Radar Set in den Army Signal Corps Laboratories in New Jersey

Virginia Tower Norwood (* 8. Januar 1927 in New York City; † 26. März 2023 in Topanga, Kalifornien) war eine US-amerikanische Physikerin. Sie entwarf das Multispectral Scanner System (MSS) für den ersten Landsat-Satelliten.

## Leben und Werk
Norwood erhielt im Alter von 9 Jahren einen Rechenschieber von ihrem Vater, der als Physiker an der Carnegie Tech (heute Carnegie Mellon University) lehrte. 1944 wurde sie mit einem Teilstipendium am MIT aufgenommen und schloss 1947 ihr Studium mit einem Abschluss in mathematischer Physik ab.
Da es 1947 schwierig war, eine Anstellung im technischen Bereich zu erhalten, verkaufte sie Blusen in einem Kaufhaus in New Haven, bis sie angestellt wurde, um zurückkehrende Veteranen aus dem Zweiten Weltkrieg am New Haven Junior College in Wirtschaftsrechenarten zu unterrichten. Sie besuchte während dieser Zeit Mathematikkurse für Absolventen an der Yale University, wo ihr Ehemann unterrichtete. Ein Jahr nach ihrem Abschluss am MIT wurden sie und ihr Mann von den US Army Signal Corps Laboratories in Fort Monmouth, New Jersey eingestellt. Hier beschäftigte sie sich mit Wetterradar und entwarf einen Radarreflektor für Wetterballons, der zuvor nicht verfolgbare Winde in 300 Fuß Höhe entdeckte. Sie entwickelte dann Mikrowellenantennen. Während ihrer Tätigkeit beim US Army Signal Corps belegte sie im Rahmen eines Rutgers Extension-Programms Ingenieurunterricht.
Sie starb am 26. März 2023 im Alter von 96 Jahren.

## Teilnahme am Landsat 1 Projekt und Entwicklung des Multispektralscanner (MSS)
Nach fünf Jahren Tätigkeit beim US Army Signal Corps zog sie nach Los Angeles und arbeitete als erste Frau im technischen Team für die Hughes Aircraft Company in El Segundo, Kalifornien. Sie arbeitete dort 36 Jahre lang an einer Reihe von Projekten im Antennendesign, in Kommunikationsverbindungen, Optik und am Landsat-Scanner. Während dieser Zeit entwarf sie den Mikrowellensender, mit dem die erste Raumsonde der NASA, die Surveyor 1, Daten und Bilder zur Erde zurücksandte.
Die NASA war durch die Aufforderung des Innenministeriums daran interessiert, multispektrale Bilder der Erde aus dem Weltraum für das Ressourcenmanagement zu erhalten. Nachdem Norwood Forschungs- und Entwicklungsgelder beschafft hatte, startete sie eine nutzerbasierte Designstudie. Sie arbeitete mit Fachleuten aus vielen Wissensgebieten und insbesondere mit Agronomen zusammen, mit denen sie den Reflexionsgrad von verschiedenen Feldfrüchten auf dem Feld mit einem Spektrometer maß, um die Gesundheit von Pflanzen zu bewerten und diese später mit multispektralen Bildern zu vergleichen. Diese Bilder wurden mit Hilfe von Flugzeugen aufgezeichnet und nahmen neben den Anteilen des sichtbaren Spektrums auch Infrarotinformationen auf. Norwood sammelte die Daten von Laboren wie denen der Purdue University und des Environmental Research Institute of Michigan, deren Flugzeuge solche Aufnahmen mit Kameras erstellten. Sie analysierte die Eingaben und erstellte Spezifikationen dafür, welche Spektralbänder ein weltraumbasiertes Instrument umfassen sollte und was Benutzer in Bezug auf geografische Pixelstandortkenntnisse, räumliche Auflösung und spektrale Messgenauigkeit benötigten. Norwood und ihr Team bei der Hughes Aircraft Company erhielten den Auftrag, einen Weltraumscanner zu entwerfen und zu bauen.
Norwood entwickelte einen sechsbandigen Multispektralscanner für die erste Landsat-Mission. Aufgrund von Missionsbeschränkungen wurde der Prototyp überarbeitet, um nur vier Bänder zu verwenden. Dieser Multispektralscanner wurde 1972 mit dem ersten Satelliten Landsat 1 mitgeführt. Eine verbesserte Sieben-Band-Version, bekannt als Thematic Mapper, wurde später in Landsat 4 benutzt.

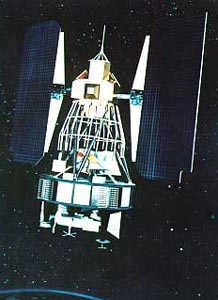
Zeichnung des Satelliten Landsat 1 im Weltraum. Die Satelliten Landsat 2 und Landsat 3 waren Landsat 1 sehr ähnlich

Gemeinsam mit dem Ingenieur Jack Lansing verfeinerte sie das MSS-Design und beschloss, die MSS-Daten in 6-Bit zu quantisieren. Sowohl Bilddaten als auch Kalibrierungsdaten wurden digital zum Boden gesendet. Obwohl die digitalen MSS-Daten einen kleinen dynamischen Bereich aufwiesen, konnten diese kalibriert werden, so dass Bilder zuverlässig von Datum zu Datum und von Ort zu Ort verglichen werden konnten. Die radiometrisch korrigierten digitalen Daten von MSS leisteten Pionierarbeit bei der quantitativen Satellitenfernerkundung und die für das MSS entwickelten Kalibriermethoden wurden als Modell für andere Programme verwendet.
Für die Vision und den politischen Willen zur Umsetzung des Landsat-Programms gilt der Geologe William T. Pecora, ehemaliger Direktor der United States Geological Survey (USGS), als der Vater von Landsat. Ein 2000 von der NASA veröffentlichter biografischer Artikel bezeichnete Norwood als The Mother of Landsat.
Norwood ging 1989 in den Ruhestand.

## Patente
Norwood hielt zwei Patente: Das erste für einen Radarreflektor, der entwickelt wurde, um Wetterballons zu verfolgen; das zweite für eine neuartige gefaltete Tracking-Antenne.
- US-Patent 2746035A, Virginia T. Norwood, „Radarreflektor“, erteilt am 15. Mai 1956.
- US-Patent 3143737A, Virginia T. Norwood, „Folded sigma-shaped dipoleantenne“, erteilt am 4. August 1964.

## Auszeichnungen
- 1979 erhielt Norwood den William T. Pecora Award. Die Auszeichnung würdigt Leistungen in der wissenschaftlichen und technischen Fernerkundung sowie Beiträge, die zu erfolgreichen praktischen Anwendungen der Fernerkundung führen. Der Preis wird gemeinsam vom US-Innenministerium und der National Aeronautics and Space Administration gesponsert.[4]
- 2021 wurde Norwood von der American Society for Photogrammetry and Remote Sensing der ASPRS Honorary Lifetime Achievement Award verliehen, die höchste Auszeichnung, die die Gesellschaft verleiht.[5][6]
- 2023 wurde Norwood in die National Academy of Engineering gewählt.
- 2025 wurde sie posthum in die National Inventors Hall of Fame aufgenommen.